# Tamamo-no-Mae
Œuvres principales
- Sheikeigami

Tamamo-no-Mae (玉藻前/玉藻の前/玉藻御前, la « demoiselle Joyau lumineux »,) est une figure légendaire de la littérature japonaise. Dans l’Otogi-zōshi, une collection de prose japonaise écrite durant la période Muromachi, Tamamo-no-Mae était la favorite du père de l'empereur japonais Konoe (qui régna de 1142 à 1155). Belle et savante, la jeune fille charmait la cour de sa présence, lorsque « l'empereur retiré » et son fils Konoe, l'empereur régnant, tombèrent tous deux mystérieusement malades. Mais l'astrologue et exorciste de la cour, l'habile Abe no Yasunari, compris que le mal venait de Tamamo-no-Mae, qui n'était autre qu'un renard à neuf queues maléfique. Après avoir été tuée par l'un des deux vaillants hommes envoyés à sa poursuite, Tamamo-no-Mae hanta longtemps une pierre magique, mortelle pour tous ceux qui l'approchaient.

## La belle Tamamo-no-Mae et «l'empereur retiré»

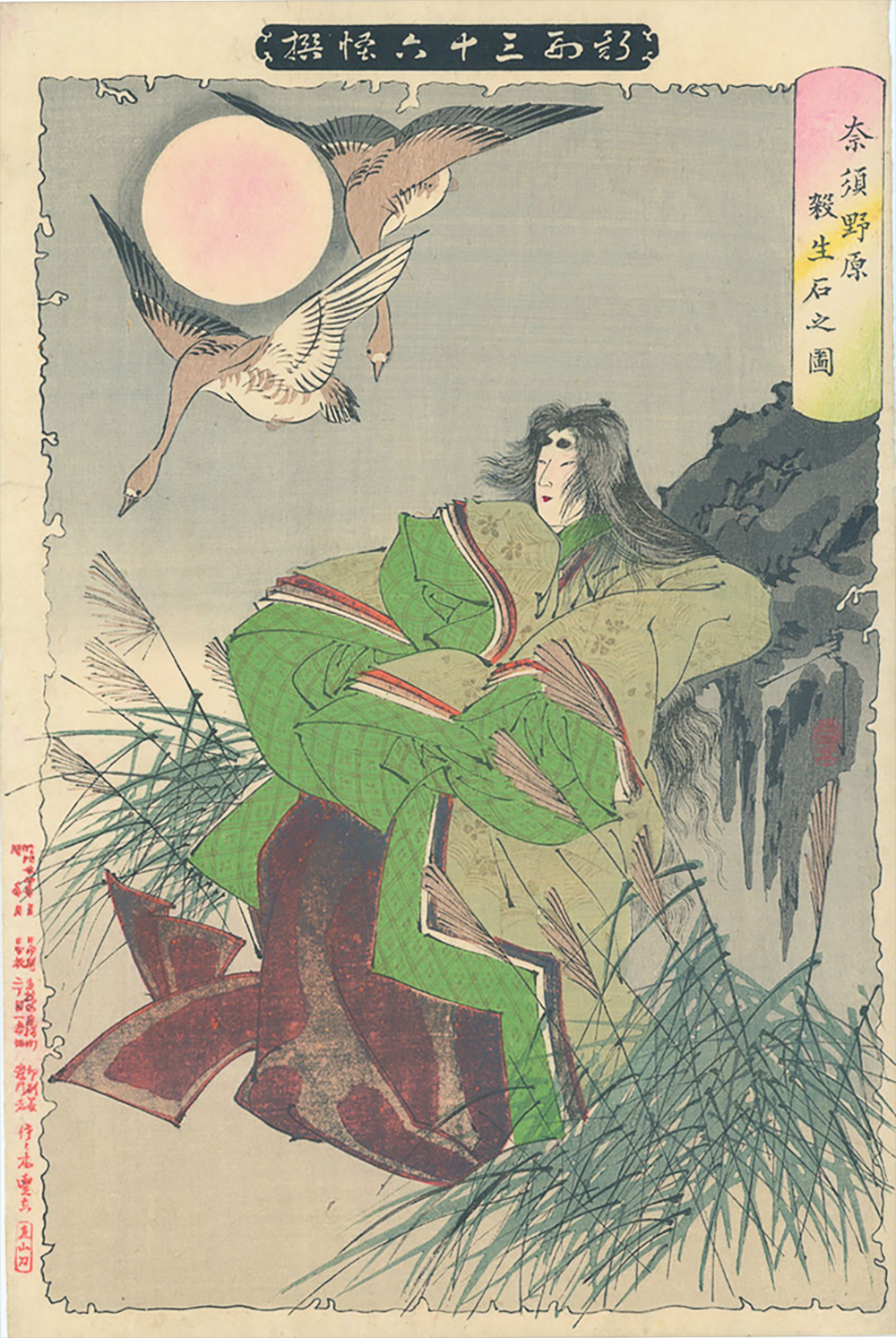
Tamamo-no-Mae par l'artiste Yoshitoshi.

On disait qu’elle était la femme la plus belle et la plus intelligente du Japon. Mystérieusement, son corps sentait toujours bon et ses vêtements ne se fripaient ou ne se salissaient jamais. Tamamo-no-Mae était non seulement belle, mais aussi infiniment savante en toutes choses. Bien qu'elle semblât n’avoir que vingt ans, il n'était rien à quoi elle ne puisse répondre, qu'il s'agisse de musique, de religion ou d'astronomie. À cause de sa beauté et de son intelligence, tous, à la cour impériale, l'adoraient. D'ailleurs, « l'empereur retiré » Toba no In, malgré l'obscurité des origines visiblement modestes de la jeune fille, était profondément épris d'elle et en avait fait sa favorite.
La fascination qu'elle exerçait sur « l'empereur retiré » s'était encore accrue, lorsque, par une nuit d'automne où un orage avait éclaté – orage que la cour s'efforçait d'oublier par une soirée de poésie –, une soudaine rafale de vent avait éteint toutes les lumières. Là, dans l'obscurité totale, on vit luire dans la nuit, comme le radieux soleil de l'aurore, le corps de la belle Tamamo-no-Mae. Si le mystérieux phénomène sema la terreur parmi les ministres et les gardes présents, Toba no In, lui, n'y vit qu'un signe de plus de la lumineuse personnalité de la jeune fille, qu'il surnomma aussitôt Tamamo-no-Mae, « la demoiselle Joyau lumineux ».

## Mystérieuse maladie à la cour impériale

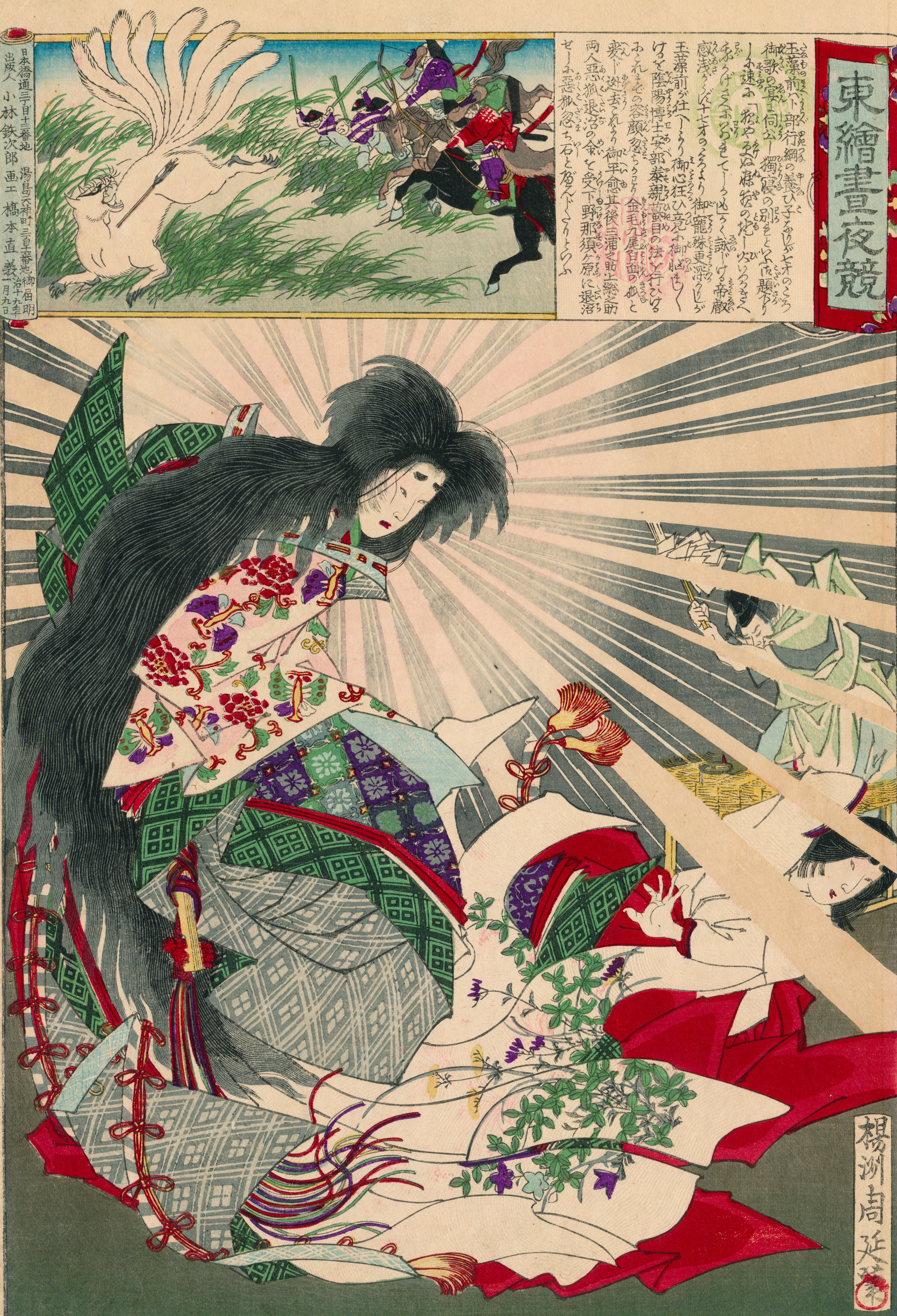
Tamamo-no-Mae, estampe de Chikanobu.

Après quelque temps, l'empereur régnant Konoe ainsi que son père « l'empereur retiré » tombèrent soudainement et inexplicablement malades tous les deux. Ils consultèrent plusieurs prêtres et devins afin de trouver l'explication du mal, mais personne n’avait de réponse à leur fournir. Finalement, l'astrologue de la cour, Abe no Yasunari, qui en était également l'exorciste, révéla que Tamamo-no-Mae était la cause de la maladie : en effet, il expliqua que la belle jeune femme était en fait un mauvais renard à neuf queues (kyūbi no kitsune) qui avait placé Toba no In sous son influence, dans un complot sournois pour prendre le trône. Devant le refus de « l'empereur retiré » de chasser sa belle favorite, l'astrologue, résolu à sauver son maître, organisa une grande cérémonie en l'honneur d'une des divinités de l'au-delà, le Seigneur du mont Tai, Taisan fukun. Au cours de cette cérémonie, Tamamo-no-Mae laissa paraître un malaise grandissant à l'écoute des incantations, pour se révéler bientôt pour ce qu'elle était, un renard maléfique à neuf queues. Démasquée, elle prit alors la fuite en direction du nord-est, où vont toujours se réfugier les esprits démoniaques.
L'empereur ordonna à Kazusa-no-Suke et à Miura-no-Suke, les guerriers les plus puissants du moment, de chasser et de tuer le renard. Après avoir échappé aux chasseurs, durant quelque temps, le renard apparut à Miura-no-Suke en rêve. Prenant de nouveau la forme de la belle Tamamo-no-Mae, le renard prophétisa que Miura-no-Suke le tuerait le jour suivant et supplia de lui laisser la vie sauve. Miura-no-Suke refusa.
Tôt le jour suivant, les chasseurs trouvèrent le renard sur la lande de Nasu, Nasuno (dans l'actuelle préfecture de Tochigi), et Miura-no-Suke tira et tua la créature magique avec une flèche. Le corps du renard devint le Sessho-seki (殺生石, « pierre tueuse ») qui tue quiconque entre contact avec elle. L’esprit qui s'était emparé de l'enveloppe corporelle de Tamamo-no-Mae hanta alors la pierre.

## La pierre hantée

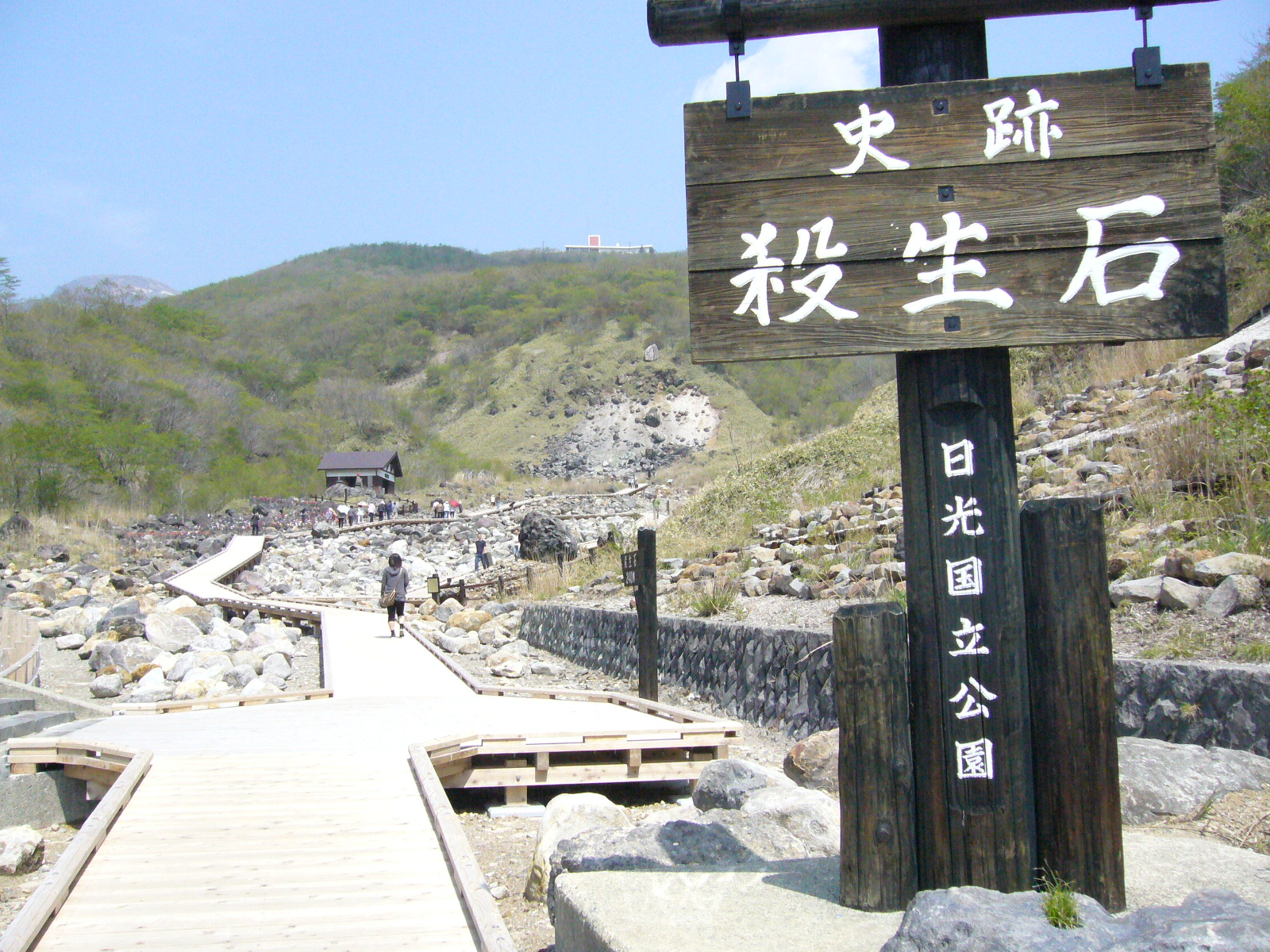
Sessho-seki, à Nasu, préfecture de Tochigi.

On dit que l'esprit hanta cette « pierre tueuse » (Sessho-seki), dans le district japonais de Nasu, jusqu'à ce qu'un prêtre bouddhiste, appelé Genno, se soit arrêté près d’elle pour se reposer et fut menacé par la créature. Genno exécuta certains rituels spirituels et pria l'esprit de considérer son salut spirituel, jusqu'à ce que finalement il s'apaise et jure de ne plus jamais hanter la pierre de nouveau.
Dans le célèbre livre de Matsuo Bashō, Oku no Hosomichi (La Route étroite vers l'intérieur, parfois traduit aussi par La Route étroite vers le Nord profond), l'auteur raconte avoir visité la pierre dans le district japonais de Nasu.
Classée « site historique local » depuis 1957, la pierre s'est fendue en deux en mars 2022 sous l'effet de l'érosion.

## Autres méfaits perpétrés par Tamamo-no-Mae
Lors de sa rencontre avec la pierre meurtrière, le moine Genno se rendit compte que Tamamo-no-Mae avait derrière elle une longue carrière maléfique, qui s'étendait sur des millénaires. Ainsi, c'est elle qui, dans le lointain passé de l'Inde, avait convaincu l'empereur Hanzoku d'entreprendre une guerre meurtrière contre ses voisins, pour perpétrer un abominable rituel qui nécessitait la tête coupée de mille rois.
C'est elle aussi qui, en Chine, avait, sous le nom de Hoji, été l'épouse du roi Yu (ou Yuwao), ; là, son influence mauvaise avait aidé à amener la chute de la dynastie des Zhou occidentaux.

## Tamamo-no-Mae dans la culture japonaise
- La légende de Tamamo-no-Mae sert d’assise au drame nô Sessho-seki (« La pierre tueuse ») et la pièce de kabuki Tamamo-no-Mae (« La belle sorcière renard »).
- Le jeu vidéo Ōkami fait aussi référence à cette légende. Ainsi, le joueur fait la rencontre de Rao, une belle et intelligente prêtresse, chasseuse de démon. Cependant, il est révélé par la suite que la vraie Rao fut tuée par l’esprit d’un renard à neuf queues maléfique et que son corps était possédé dès le début.
- Les jeux vidéo Fate/Extra, Fate/Extra CCC, Fate/Extella et Fate Grand Order font référence a Tamamo-no-mae en l'incluant comme Servant sélectionnable au début du jeu. Son histoire y est plus ou moins racontée suivant les choix du joueur.

Dans le jeu vidéo Warriors Orochi 3 Ultimate, Tamamo est l'antagoniste du chapitre 7 à 8. Emprisonné dans une pierre scellée,elle est libérée et veut régner sur le monde créé par Orochi grâce à un étrange miroir. Plus tard,les héros essaient de sceller Tamamo grâce au miroir mais elle se métamorphose en renard maléfique à neuf queues. Les héros aidés des généraux célestes réussissent néanmoins à la vaincre.